# Großsteingrab Medingen
Das Großsteingrab Medingen war eine megalithische Grabanlage der jungsteinzeitlichen Trichterbecherkultur bei Medingen, einem Ortsteil des niedersächsischen Bad Bevensen im Landkreis Uelzen. Es wurde im 19. Jahrhundert zerstört. Das Grab befand sich westlich des Ortes am Waldstück Rießel; südlich und nordwestlich befand sich jeweils ein Grabhügel. Das Großsteingrab wurde in den 1840er Jahren durch Georg Otto Carl von Estorff dokumentiert, aber nicht näher beschrieben. Über Ausrichtung, Maße und Grabtyp liegen keine Informationen vor. Aus der Kartensignatur geht lediglich hervor, dass es eine runde Hügelschüttung besaß.